# Take Your Time
Albums de Scatman John
Everybody Jam!
(1996) Listen to the Scatman
(2002)
Take Your Time est le troisième album studio de Scatman John, sorti en 1999.

## Liste des titres
| CD    | CD                                 | CD    | CD | CD | CD | CD | CD | CD | CD |
| No    | Titre                              | Durée |    |    |    |    |    |    |    |
| ----- | ---------------------------------- | ----- | -- | -- | -- | -- | -- | -- | -- |
| 1.    | Take Your Time                     | 3:46  |    |    |    |    |    |    |    |
| 2.    | Scatman's Dance                    | 3:23  |    |    |    |    |    |    |    |
| 3.    | The Chickadee Song                 | 3:21  |    |    |    |    |    |    |    |
| 4.    | Take Me Away                       | 3:52  |    |    |    |    |    |    |    |
| 5.    | Scat Me If You Can                 | 3:58  |    |    |    |    |    |    |    |
| 6.    | I Love Samba                       | 3:42  |    |    |    |    |    |    |    |
| 7.    | Sorry Seems To Be The Hardest Word | 4:56  |    |    |    |    |    |    |    |
| 8.    | Ichi Ni San....Go                  | 4:14  |    |    |    |    |    |    |    |
| 9.    | Dream Again                        | 3:53  |    |    |    |    |    |    |    |
| 10.   | Everyday                           | 3:41  |    |    |    |    |    |    |    |
| 11.   | Night Train                        | 3:16  |    |    |    |    |    |    |    |
| 12.   | Scatmambo                          | 3:06  |    |    |    |    |    |    |    |
| 42:28 |                                    |       |    |    |    |    |    |    |    |